# 吳巨
吳巨（？—210年），荊州长沙郡人，東漢末年政治人物，官至蒼梧太守，與劉備為舊識。原本的蒼梧太守史璜死後，劉表派遣吳巨代替。吳巨後來與同為劉表派遣的交州刺史賴恭不和，吳巨舉兵逼走賴恭。建安十三年（208年），劉備在劉表死後曾經打算前往依靠，後為魯肅所阻。建安十五年（210年），孫權以鄱陽太守步騭為交州刺史。步騭看出吳巨心懷異心，吳巨被步騭以邀請見面為由借機殺害。
小說《三國演義》名為吳臣，在諸葛亮和魯肅有提及劉備試圖投靠吳臣。